# フォロウィング
『フォロウィング』（英語: Following）は、1999年のイギリスの映画。クリストファー・ノーラン脚本・撮影・共同編集・監督・共同製作によるミステリー、スリラー作品である。ノーランの処女作であり、約70分の長編映画。フィルム・ノワールの影響を強く受けた白黒映画であり、時系列はシャッフルされていて終盤になるにつれ登場人物の詳細が明らかになっていく。

## ストーリー
小説家志望のビルは失業中の孤独な若者で、唯一の趣味は他人の尾行だった。アイデア探しのためで深追いはせず、2度は追わないルールだったが、大きなバッグを持った男を2度尾(つ)けて気づかれ、喫茶店で問い詰められるビル。コッブと名乗った男は泥坊だと自己紹介して、空き巣の現場にビルを連れて行った。
盗みよりも刺激が大事で、他人に興味があるからと、家の様子から住人の人となりを推理するコッブ。帰宅した住人と鉢合せして逃げ出し、次回の盗みの段取りを任せられたビルは、当てもないので自分のアパートにコッブを盗みに入らせた。失業者で作家志望の男の部屋だと言い当てて、何も盗らずに帰るコッブ。
バーで美女をナンパするビル。美女は、このバーの怖いオーナーの連れだと牽制したが、店を抜け出してビルの部屋まで付いて来た。恋仲になり、美女のアパートを訪ねるビル。そこは、以前にコッブと2人で空き巣に入った部屋だった。ビルは盗み中に美女の写真を見て彼女を尾け、バーでナンパしたのだ。美女がバーのオーナーを恐れる理由を知りたがるビル。オーナーが、この部屋で男を拷問して殺したと打ち明ける美女。
手っ取り早い金の作り方として、盗んだ未署名のクレジットカードをビルに渡し、他人の名を署名させるコッブ。空き巣先で鉢合せした住人と遭遇したビルは、風体を変える為に散髪して髭を剃り、コッブと似たスーツ姿で出歩き始めた。
実はコッブと愛人関係にある美女。コッブは泥棒に入った先で、殺された直後の老婆の遺体と遭遇し、警察に疑われて事情聴取に呼び出されていた。ビルを身代わりとする為に、同じ手口で盗みに入らせ逮捕させようと計画するコッブ。美女はビルに、ある「写真」をネタにバーのオーナーから脅されていると訴え、閉店後のバーに押し入って金庫から写真を盗むよう依頼した。
バーに忍び込み、美女から聞いた暗証番号で金庫を開くビル。そこで従業員と遭遇したビルは男を金槌で殴り倒し、札束と写真を盗んで逃走した。美女の家に行き、今夜、捕まっていればコッブの身代わりに出来たと打ち明けられるビル。ビルは全てを警察に話す覚悟で美女の家を後にした。
実は、コッブが老女の遺体と遭遇した話は、美女を騙すための嘘だった。コッブはバーのオーナーの依頼で、美女から過去の「殺し」の証拠品を取り返し、彼女の口を塞ぐ為に送り込まれた男だった。美女こそが、殺人の目撃者としてオーナーを強請ってきた張本人だったのだ。
警察で全てを話すビル。だが、コッブという男は存在が確認できないと言う刑事。盗みに入った証拠も偽のクレジットカードも、全てビルの部屋から押収され、ビル1人の犯行を示していた。美女が証人だと訴えるビル。だが、美女はすでに撲殺されていた。凶器は、ビルが殴った従業員の血の付いた金槌であり、コッブという男は忽然と消え去った。

## キャスト
※括弧内は日本語吹き替え(2024年発売のHDレストア版BD・DVDには未収録)
- ビル - ジェレミー・セオボルド（檀臣幸）
- コッブ - アレックス・ハウ（井上和彦）
- 金髪の女性 - ルーシー・ラッセル（石塚理恵）
- 警官 - ジョン・ノーラン（英語版）（有本欽隆）
- 毛のない男 - ディック・ブラッドセル

## 受賞・ノミネート
英国インディペンデント映画賞
- ノミネート：プロダクション賞

第28回ロッテルダム国際映画祭
- タイガーアワード受賞